# Comuna Abramivka, Vîșhorod
Abramivka (în ucraineană Абрамівка) este o comună în raionul Vîșhorod, regiunea Kiev, Ucraina, formată din satele Abramivka (reședința), Dudkî și Savenkî.

## Demografie
Componența lingvistică a comunei Abramivka
     Ucraineană (98,15%)
     Rusă (1,58%)
Conform recensământului din 2001, majoritatea populației comunei Abramivka era vorbitoare de ucraineană (98,15%), existând în minoritate și vorbitori de rusă (1,58%).